# Etiòpic septentrional
L'etiòpic septentrional és una de les dues branques en què es divideix el conjunt de les llengües etiòpiques, oposant-se així a l'etiòpic meridional, i comprèn el gueez, el tigrinya, el tigre i el dahalik.